# Modelik (журнал)
Modelik («Modelik» — «Моделік») — польський щомісячний журнал для любителів картонних масштабних моделей з паперу – літаки, вертольоти, танки, кораблі, замки і багато іншого. У 1990-1996рр. називався «ModelCard». У 1997р. – «ModelCard-Modelik». З 1998 року - «Modelik».

## Про журнал
Видавець Modelik на ринку з'явилися порівняно недавно, 1990 року. Однак, всі п'ятнадцять років свого існування, це періодичне видання зуміло завоювати багатьох шанувальників мистецтва паперу.
В цілому видавничий дім виробляє більше трьохсот оригінальних моделей переважно військового обладнання (суден, літаків, танків тощо). Усі малюнки  фігурок вироблені в кольорах, якомога ближче до оригіналу та збережено точність масштабу.
До того, «Modelik» виготовляє комплектуючі для своїх  паперових моделей.
З 2015 року «Modelik»  виходить в електронному форматі, що робить неможливим використання нітроклеїв. Без них зібрати проблематично.

## Моделі
Перелік моделей досить різноманітний:
- авіація
- танка
- бронемашини
- автомобілі
- залізниця
- морська
- ракетно-космічна техніка
- кораблі і судна різних епох
- історичні пам'ятники тощо

Особливо складні моделі були надруковані в двох або навіть трьох номерах.